# Lennart Carleson
Lennart Axel Edvard Carleson (18 de marzo de 1928) es un matemático sueco conocido por sus contribuciones en análisis armónico. 

## Vida personal
Fue un estudiante de Arne Beurling y recibió su Ph.D. de la Universidad de Upsala en 1950. Carleson está casado con Jonsson Butte desde 1953, y tienen dos hijos: Caspar (nacido en 1955) y Beatrice (nacida en 1958).

## Trabajo
Tras doctorarse en Upsala, Carleson pasó un año en Harvard University, y coincidió allí con Raphaël Salem y Antoni Zygmund, siendo este último el que más directamente influyó en el trabajo posterior de Carleson.
Es profesor emérito de la Universidad de Upsala, del Real Instituto de Tecnología de Estocolmo, y la Universidad de California, Los Ángeles, y fue director del Instituto Mittag-Leffler en Djursholm, en las afueras de Estocolmo de 1968 a 1984. Entre 1978 y 1982 presidió la Unión Matemática Internacional. 
Su trabajo ha incluido la solución de algunos problemas pendientes por medio de técnicas de análisis combinatorio. Estos incluyen el teorema corona (1962) en la teoría de espacios de Hardy y la convergencia de 
Series de Fourier en casi todas partes para las funciones de cuadrado integrable. También es conocido por la teoría de las medidas de Carleson y su trabajo en dinámica compleja. 
Además de artículos muy importantes, Carleson también ha publicado un influyente libro sobre teoría del potencial, Problemas seleccionados en Conjuntos excepcionales (Van Nostrand, 1967) y, en colaboración con T.W. Gamelin, otro sobre la iteración de funciones analíticas, Complex Dynamics (Springer, 1993).

## Premios
Fue galardonado con el Premio Wolf en Matemáticas en 1992, la Medalla de Oro Lomonosov en 2002, la Medalla Sylvester en 2003, y el Premio Abel en 2006 por su profunda y seminal contribuciones al análisis armónico y la teoría de sistemas dinámicos.